# Boreolepidae
Famille
Genres de rang inférieur
- †Boreolepis Aldinger (d), 1937, genre type

Les Boreolepidae sont une famille fossile de poissons à nageoires rayonnées de l’ordre également fossile des Palaeonisciformes qui ont vécu lors du Permien. Un seul genre est connu, Boreolepis.

## Historique
La famille des Boreolepidae est décrite en 1937| par le paléontologue allemand Hermann Aldinger (d) (1902-1993),.

### Fossiles
Selon Paleobiology Database en 2024, cette famille des Boreolepidae a sept collections référencées de fossiles. Ces collections sont du Koungourien du Cisuralien du Permien inférieur au Wuchiapingien du Lopingien du Permien supérieur, c'est-à-dire de 279,3 à 257,4 Ma avant notre ère.

### Répartition
Ces sept collections se répartissent en cinq collections de Russie et deux collections du Groenland.

### Genre type
Selon Paleobiology Database en 2024, cette famille des Boreolepidae est resté monotypique avec un seul genre, son genre type :
- †Boreolepis Aldinger (d), 1937, genre type

### Publication originale
- [1937] (de) Hermann Aldinger, « Permische ganoidfische aus Ostgrönland », Meddelelser om Grønland, Copenhague, vol. 102, no 3,‎ 1937, p. 1-392 (ISSN 0025-6676). .